# Luis Nicolao
Luis Alberto Nicolao Yanuzzi (Buenos Aires, 28 giugno 1944) è un ex nuotatore argentino, specializzato negli stili stile farfalla e libero.

## Biografia
Rappresentò l'Argentina a tre edizioni consecutive dei Giochi olimpici estivi: Roma 1960, Tokyo 1964 e Città del Messico 1968, senza mai riuscire a salire sul podio.
Ai Giochi panamericani di San Paolo 1963, vinse la medaglia d'argento nella 4x100 m misti e quella di bronzo nei 200 m farfalla, mentre a quelli di Winnipeg 1967 quella di bronzo nei 100 m farfalla e nelle staffette 4x100 m e 4x200 m stile libero.
Nel 1962 a Rio de Janeiro migliorò per due volte il record mondiale nei 100 metri farfalla, fino a quel momento appartenuto allo statunitense Fred Schmidt, portandolo a 58"4 il 24 aprile 1962 e a 57"0 il 27 aprile 1962.
Vinse il Premio Olimpia, riconoscimento annuale assegnato in Argentina dall'associazione dei giornalisti sportivi, nel 1961.

## Palmarès
| Anno | Manifestazione      | Sede      | Evento         | Risultato | Prestazione | Note |
| ---- | ------------------- | --------- | -------------- | --------- | ----------- | ---- |
| 1960 | Giochi olimpici     | Roma      | 100 m sl       | 37º B     | 1'00"2      |      |
| 1960 | Giochi olimpici     | Roma      | 200 m farfalla | 12º SF    | 2'26"8      |      |
| 1963 | Giochi panamericani | San Paolo | 200 m farfalla | Bronzo    | 2'16"1      |      |
| 1963 | Giochi panamericani | San Paolo | 4x100 m misti  | Argento   | 4'17”3      |      |
| 1964 | Giochi olimpici     | Tokyo     | 100 m sl       | 26º B     | 56"1        |      |
| 1964 | Giochi olimpici     | Tokyo     | 400 m sl       | dns       | dns         |      |
| 1964 | Giochi olimpici     | Tokyo     | 200 m farfalla | 11º SF    | 2'13"7      |      |
| 1964 | Giochi olimpici     | Tokyo     | 4x100 m misti  | 11º SF    | 4'15"8      |      |
| 1967 | Giochi panamericani | Winnipeg  | 100 m farfalla | Bronzo    | 58"63       |      |
| 1967 | Giochi panamericani | Winnipeg  | 4x100 m sl     | Bronzo    | 3'45"50     |      |
| 1967 | Giochi panamericani | Winnipeg  | 4x200 m sl     | Bronzo    | 8'19"48     |      |
| 1968 | Giochi olimpici     | Tokyo     | 100 m sl       | 7º        | 53"9        |      |
| 1968 | Giochi olimpici     | Tokyo     | 200 m sl       | 13º       | 2'01"8      |      |
| 1968 | Giochi olimpici     | Tokyo     | 100 m farfalla | 23º SF    | dns         |      |
| 1968 | Giochi olimpici     | Tokyo     | 4x100 m misti  | 10º B     | 4'08"4      |      |

## Onorificenze
- Premio Olimpia (1961)